# Jonathan ben Uzziel
Jonathan ben Uzziel (en hebreu: יונתן בן עוזיאל) va ser un dels 80 savis Tanaim que va estudiar amb Hillel l'Ancià durant l'època en què l'Imperi Romà va governar Judea. Ben Uzziel és l'autor del Targum Jonathan i d'un llibre de Càbala conegut com a Megadnim. El nom del Rabí Jonathan ben Uzziel s'esmenta diverses vegades al Talmud. Segons la tradició, la tomba de Ben Uzziel es troba a Amuka, a Galilea, prop de Safed, Israel. Segons Zev Vilnai, el Rabí Shmuel ben Shimshon va escriure sobre la tomba en 1210: "Hi ha un gran arbre al costat, i els àrabs ismaelites porten oli i encenen una espelma en el seu honor i fan vots en el seu honor". Una il·lustració de la tomba de Jonathan ben Uzziel apareix en l'obra "Ascendència de pares i profetes" (en hebreu: יחוס אבות ונביאים), un llibre imprès en 1537. És habitual visitar la tomba de Jonathan ben Uzziel durant Rosh Jodesh, el primer dia del mes del calendari hebreu, i el 26 de Sivan (el dia en què va morir), encara que els visitants arriben durant tot l'any. Una pràctica que va començar al segle XVII va ser la de resar en la tomba del rabí per un bon matrimoni, pel benestar dels nens, per tenir prosperitat, salut i felicitat. Molts homes i dones solters resen en aquell indret per trobar un bon partit. Fer-ho es considera un remei adient per trobar parella durant el proper any.